# 南宁市市长列表
以下列出历任南宁市市长：

## 中华人民共和国时期

### 市人民政府市长
- 刘锡三，河北唐山人，1949年12月-1950年1月在任。
- 莫文骅，广西南宁人，1950年1月-1950年4月在任。
- 陈枫，广东阳山人，1950年4月-1955年7月在任。

### 市人民委员会市长
- 陈枫，广东阳山人，1955年7月-1958年2月在任。
- 阎光彩，四川南江人，1958年2月-1965年11月在任。
- 韦纯束，广西象州人，1965年11月-1966年5月在任。

### 市革命委员会主任主任
- 韩世福，四川苍溪人，1963年11月-1968年在任。
- 萧寒，河北清河人，1968年-1976年8月在任。
- 郭耀卿，广西贵港人，1976年9月-1979年11月在任。
- 韦纯束，广西象州人，1979年11月-1980年6月在任。

### 市人民政府市长
- 韦纯束，广西象州人，1980年6月-1983年4月在任。
- 蓝启生，1983年4月-1985年代理市长职务
- 甘祥梦，1985年-1990年12月在任。
- 谢汝煊，1990年12月-1994年9月在任。
- 宋福民，广西陆川人，1994年10月-1998年1月在任。
- 林国强，山东烟台人，1998年1月-2007年4月在任。
- 陈向群，河北丰润人，2007年5月-2008年6月在任。
- 黄方方，广西天等人，2008年6月[1]-2011年8月[2]在任。
- 周红波，广西临桂人，2011年10月[3]-2021年4月在任。
- 孙大光，辽宁盖州人，2021年4月-2021年12月在任。
- 廖立勇，湖南邵阳人，2021年12月-2022年12月在任。
- 侯刚，河北滦州人，2022年12月起担任。